# Bando (singolo)
Bando (IPA: /ˈbɛndo/) è un singolo della rapper italiana Anna, pubblicato il 31 gennaio 2020.

## Descrizione
Il brano è stato originariamente pubblicato nel novembre 2019, ma la sua diffusione è stata bloccata dopo poco per motivi di copyright, in quanto la base è un campionamento non autorizzato del beat V.I.P. del produttore discografico francese Soulker, deceduto nel 2023. Successivamente la rapper ha inserito tra i crediti il produttore, che nello stesso tempo ha autorizzato l'uso del sample, permettendo alla canzone di poter essere ripubblicata nel gennaio 2020.

### Controversie
Il Gay Center ha avviato una controversia riguardo all'uso inappropriato in Bando dello slang omofobo spagnolo maricón, chiedendo alla rapper la rimozione della parola. Quest'ultima ha risposto alle accuse spiegando che nella cultura dominicana può essere tradotto con un insulto generico e ha infine ribadito di non essere omofoba.

## Accoglienza
Rolling Stone Italia ha definito Bando «semplice, efficace, dritto al punto, nonché violentemente tamarro, privo di ogni artisticità», paragonandolo a 212 di Azealia Banks.

## Tracce
Testi di Anna Pepe e Martin Purcell, musiche di Soulker.
Download digitale
1. Bando – 2:48

Download digitale – Remix
1. Bando (con Maxwell) (Remix) – 2:40

Download digitale – Endor Remix
1. Bando (con Endor) (Endor Radio Remix) – 3:04
2. Bando (con Endor) (Endor Club Remix) – 5:38

Download digitale – Remix
1. Bando (con Rich the Kid) (Remix) – 2:23

## Successo commerciale
Il singolo ha raggiunto il primo posto nella classifica italiana Top Singoli, attiva dal 2006, rendendo Anna la più giovane artista a riuscirci. Dopo aver trascorso tre settimane consecutive in cima alla classifica, ha riconquistato la vetta nella settimana terminata il 30 aprile 2020, grazie alla commercializzazione del remix con Gemitaiz e MadMan.

## Classifiche

### Classifiche settimanali
| Classifica (2020) | Posizione massima |
| ----------------- | ----------------- |
| Austria           | 47                |
| Francia           | 92                |
| Germania          | 80                |
| Italia            | 1                 |
| Svizzera          | 70                |

### Classifiche di fine anno
| Classifica (2020) | Posizione |
| ----------------- | --------- |
| Italia            | 31        |

## Bando Remix
Il remix ufficiale della canzone, intitolato Bando Remix, è stato pubblicato il 24 aprile 2020. In questa versione la seconda strofa di Anna e il bridge sono stati sostituiti dalle strofe di MadMan prima e di Gemitaiz dopo.

### Tracce
Testi di Anna Pepe, Martin Purcell, Pierfrancesco Botrugno e Davide De Luca, musiche di Soulker.
1. Bando Remix (feat. Gemitaiz & MadMan) – 2:49